# Avenida Duque de Loulé
A Avenida Duque de Loulé, é uma avenida localizada nas freguesias de Arroios (anteriormente São Jorge de Arroios) e Santo António (anteriormente Coração de Jesus), no centro de Lisboa, numa das mais prestigiadas áreas da capital.
Tem aproximadamente 650 metros de comprimento, e vai desde a Praça José Fontana até à Praça do Marquês de Pombal. Homenageia Nuno José Severo de Mendoça Rolim de Moura Barreto (1804-1875), o primeiro Duque de Loulé.
É um local de passagem quotidiana para qualquer Lisboeta que trabalhe na zona do Marquês de Pombal. Nela encontra-se um pouco de tudo (bancos, minimercados, mini centros comerciais, hotéis, discotecas, etc.). Apesar da sua localização, esta avenida contém alguns prédios em avançado estado de degradação.
Nesta avenida situa-se a sede da Sociedade Portuguesa de Autores.